# Plocaederus pactor
Plocaederus pactor là một loài bọ cánh cứng trong họ Cerambycidae.